# Blut und Eisen
Thuật ngữ Blut und Eisen (tiếng Đức có nghĩa máu và sắt) xuất phát từ một bài phát biểu của Thủ tướng Phổ hồi đó, Otto von Bismarck, nói trước Ủy ban ngân sách của Đại biểu Quốc hội trong cuộc xung đột hiến pháp Phổ vào ngày 30 tháng 9 năm 1862.